# Элеутерококк сидячецветковый
Элеутерококк сидячецветковый, или акантопанакс сидячецветковый (лат. Eleutherococcus sessiliflorus) — вид растений из рода Элеутерококк семейства Аралиевые. Ранее этот вид относили к роду Acanthopanax и он назывался Acanthopanax sessiliflorus (Rupr. & Maxim.) Maxim. — Акантопанакс сидячецветковый.

## Ботаническое описание
Кустарник до 2—2,5 м высоты со светло-серой корой в шипах. Молодые побеги желтовато-бурые, сплошь усеяны тонкими ломкими шипами 3—10 мм длины. 
Листья очередные, на черешках до 10 см длины, пальчатораздельные, верхние с 3—4, остальные — с пятью листочками. Листочки обратно-яйцевидные с клиновидным основанием, остроконечные, двоякозубчатые, сверху голые или короткощетинистые, снизу — рыжеволосистые по жилкам. 
Цветки обычно полигамно-однодомные, реже все обоеполые, на очень коротких цветоножках, отчего зонтики почти головчатые; последние расположены на концах веток, одиночные или чаще по 2—6, образуя полузонтики; цветоножки и чашелистники шерстисто войлочные, столбики сросшиеся почти до вершины.
Плоды почти шаровидные, 7—10 мм длины, чёрные, с резким специфическим запахом, несъедобные, с пятью сплюснутыми семенами. Цветёт в июле, плоды созревают в сентябре и подолгу висят.

## Распространение и экология
Распространён на Корейском полуострове, в Маньчжурии, Северном Китае.  В России в Приморье и Приамурье, на юге Сахалина. На запад, вверх по Амуру поднимается до берегов р. Зеи (окрестности Благовещенска). По р. Бурее встречается до с. Усть-Нимана. Отсюда северная граница ареала уходит на северо-восток в бассейн р. Амгунь и далее (от оз. Чукчагирского) направляется к Амуру, пересекая его в районе с. Богородского. По правобережью Амура граница ареала элеутерококка, пройдя у озеро Кизи, направляется в бассейн р. Тумнин и здесь между г. Советская Гавань и с. Де-Кастри выходит к берегу Татарского пролива. На Сахалине, по его западному побережью доходит до г. Александровска, а по восточному — почти до г. Поронайска. Растет в подлеске смешанных и хвойных лесов по увалам, предгорьям и склонам, преимущественно северной экспозиции; встречается одиночно и группами. В горы поднимается до 600—800 м над ур. м.
Разводится семенами, которые всходят через 1—2 года после посева, если не были подготовлены стратификацией. Также размножается черенками или делением корней в тёплом парнике.
Теневынослив, нетребователен к почве, зимостоек, требователен к влажности почвы и воздуха. 

## Значение и применение
Отличный медонос позднелетнего периода. Продуктивность нектара 100 цветками на юге Приморья 59,7 мг сахара. Продуктивность мёда при сплошном произрастании 50—100 кг/га. В благоприятных для нектаровыделения годы в южных районах Приморья совместно с другими видами этого семейства обеспечивают второй продуктивный взяток. В разгар цветения контрольный улей показывал привес до 5 кг мёда в день. Мёд светлый, ароматный, быстро кристаллизуется. Хорошее пыльценосное растение. Пчёлы собирают пыльцу с нектаром в утреннее время. Масса пыльников одного цветка 1,8—3,3 мг, а пыльцепродуктивность 0,6—1,1 мг. Пыльца бледно-жёлтая, мелкая.
Кустарник может иметь значение для лесокультурных работ в качестве породы, пригодной для опушек и подлеска. При хорошем освещении может обильно плодоносить и разводится для привлечения птиц. Плоды могут иметь значение для виноделия. Живая древесина при поранении слабо выделяет смолистый несколько ароматичный сок. Пригодна для изготовления кнутовищ и тростей. Декоративен, изучается как лекарственное растение.